# Обичаји и традиција у Пироту
За све верске и друштвене обичаје у Пироту који су биди пре сто и више година, може се рећи да су истоветни или у основи сдични са обичајима који данас вдадају по селима овог округа. Опширно описујући народне обичаје у Аужници H Нишави па сравњујући то са обичајима у Пироту додазимо до потпуне сдичности. Опет издази да су досељеници из окодних и даљих седа доносили у Пирот дуже времена чувајући своје навике и обичаје. Временом, развијајући се под другим
придикама и окодностима, ти досељеници поступно су се култивисали, мењади навике; међутим, обичаје су чували и тек временом полако одступадн од онаквих обичаја какви су сада по селима и какве су они донели у Пироту. На пример, сад се друкчије слави у Пироту, друкчије по селима; а некад је било подједнако. Сад се по селима празнује више мањих празника ; у Пироту за њих неће нико да чује, а некад је сам град давао импулса за њихово празновање.

## Славе
У најстарије време, у Пироту су људи славили сдаву као што се сада сдави по селима. У Пироту је највише људи сдавило Св. Никоду и Св. Аррхангела Михајла. Следећи најчешћи су Ђурђевдан, Јовањдан и Митровдан. У Пироту је у старо време било 2—3 породице из Камика, које
су славиде Св. Саву, 14. јануара (по старом календару).
У Пироту се сдавидо три дана. Почињало се са навечерјем уочи сдаве, продужавадо сутрадан ручком и всчсром и прекосутра свршавало c ручком и тим се испраћада сдава. У оно време, поред тога што
је по обичају сваки свештеник у својој парохији у свакој кући сваког мдадог месеца светио воду, — 3a славу је опет нарочито освећивао воду c којом ће се умесити славскн кодач. Позивање гостију је било обавезно али ипак се знало ко иде код кога на славу. Ишдо се на ручак или вечеру, као што се
још и сада ради. У то време кад није ни бидо цркве у Пироту (пре 1834.), па и доцније, све до 1856. колач није ношен у цркву, него је свештеник долазио кући да га пререже. 
Кад осване дан сдаве, одмах се спрема трпеза у соби где ће се дочекивати гости. Трпеза се намести до миндерлука (софа), па једни гости седе на миндерлуку а други наокодо на јастуцима иди малим стодичицама. На трпезу се метне славски кодач, изнесе жито и свећа. Износи се мезе и пиће и почну да додазе гости. Гости се најпре сдуже мезетом (кисео купус, рецељ, питије, туршија, киседо мдеко чешће) и ракијом.
Они могу почети и са ручком, очекујући свештеника. Ако свештеник има много свечара, а деси се и рћаво време, те може сасвим касно негде стићи, гости се на то не љуте, већ славе: једу и пију; свештеник кад стигне, доће, пререже кодач и онда свн узму од жита које је било уз колач. Главна слава бида је првог дана увече, јер је тада највише гостију долазидо, пошто је за Србе у оно време ноћу слободније бидо кретање због Турака. За освећнвање воде и резање кодача свештеник је наплаћивао 6 пара и узимао пола од кодача. Свако се трудио даза Славу припреми најбоља јела и у довољним кодичинама; свако је спремао хдеб од белог брашна, затим, вина и ракије, којих је било довољно. У најстарије време, ако неко сдужи, пило се из једне чаше иди из једне чутуре редом, ако се не служи чашом. Ако је ракија, онда се служило земљаном пљоском, додајући редом један другом.
Тек пред осдобоћење почеде су се користити чашице за ракију и чаше за вино, но у почетку и то реће.

## Божић
У старо време у Пироту се празновао Игњатовдан као npeтеча Божићу. Тог дана ишди су ђаци ишли од куће до куће те певали: „Христос раждаетсја“, због чега су их укућани даривали коврџанима, колачићима ситним, орасима, сувим воћем и новцима.
Тога дана рано изјутра сваку је кућу полазило понеко друго чељаде, најчешће дете, зарад здравља и берићета у идућој години. 
Уочи Божића уношено је из двора у кућу нарочито дрво — бадњак. Мешен је нарочити колач на коме су биди представљени: змија,
поље, бачва, кода — пдакарија, пчеде, људи итд. Мешен је кравај (мала погача) у који је стављена пара, среће ради. Домаћин је увече домио кравај н сваком чељадету давао по парче. Прво парче Богу, затим домаћину и тако редом. Пазило се у чијем ће парчету бити она парица, што је знак да је дотични срећан и да ће код њега бити новаца за ту годину.
На Бадње вече уносиди су Сламу на коју се метне чаршав, па одозго софра и онда се вечера. Та се слама сутра рано на Божић износи у башту и пали око воћа. На Божић се ревносно ишдо у цркву.

### Остали верски празници
По Божићу су се празновали у Пироту сви редом кадендарски празници, но било је неких који се сада не празнују: Нова година, Водице (Богојављење), Cв. Јован, Св. Сава, Св. Гдигорије, Св. Антоније, Св. Антанас, Св. Јован Златоуст, Три Светитеља (30. јануара) Св. Трифун (механџијска слава), —— тог дана се издазидо у виноград ради зарезизања, где се ручало и целог дана веселило. Зато се тај дан и звао „зарнзоја", што се и данас чује — Сретење, Cв. Харалампије, Св. Тодор, Мдаденци, Бдаговести, Цвети, Ускрс, који се празновао недељу дана.
На Благи Петак готово цеда варош излазида је у Барје и проводида тамо дан у весељу. Онда су се славили C. Бурће, Јеремија, Св. Јован (8. маја), Cв. Никола (9. маја), Џерман, Цар Костадии, Спасовдан, Св. Тројица, Алисеј, Унурија, Вартолома, Видовдан, Врачи, Cв. Paђел (летњи), Горешњаци, Cв. Илија, Св. Петка, Св. Марија, Cв. Пантелија, Макавеј, Преображење, Богородица, Усековање, Св. Ранћел (6. септембар), Мала Богородица, Крстовдан, Пејчиндан, Митровдан, Врачи, Св. Бурће, Св. Ранћед, Мрата, Ваведење, Св. Алимпије, Cв. Никола, Анино зачатије
и Св. Стеван.
Сигурно је бидо још неких мањих празника; свима њима треба додати недељу, која се увек празновала. Од 1870. године, од вдадике Партенија и даскал Ристе почедо је у Пироту слављење имендана.
Њиме се хтело да уништи сдављење крснога имена–славе. То је онда био први и најјачи атак егзархије на народност у Пироту, но без успеха, јер су људи и поред имендана опет чувади сдаву. Даскал
Риста је онда био увео за шкодску сдаву словенске апостоде Ћирила и Методија. Приликом празника и уопште кад је бидо време модитви стари Пироћанци су редовно ишди у цркву. Строго се празновало.
Само о мањим празницима хришћани су могли ићи и радити код Турака.

## Крштења
У старо време у Пироту је крштење детета вршено у свештениковој кући. Acre ради крштења носе кум и још нека жена.
Име новороћеног није нигде записивано. Но, доцније (посде 1840) крштење је вршено и у нарочнтој кући код старе цркве, ' познатој под именом крстилница. Ако је дете бидо слабо, свештеник је
долазио кући те крштавао, или је ношено његовој кући. Кум је пдаћао свештенику за крштење колико је био у стању, највише до 3 гроша. Мати првог детета давала је свештенику чарапе. Но, ово је зависило доста од имовног стања матере и од угдеда који свештеник ужива код својих парохијана. И сви свештенички приходи зависили су од тога. Кум је при давању имена детету водио рачуна да име доведе у везу са даном роћења, зато је често давано име одговарајућег свеца. Осим
тога, гдедадо се да се детету даде име неког угдедног човека иди жене, на пример аџије иди аџике. Оног дана кад је крштење вршено славио се мали кравај. Тад доће само кумица-жена кумова те окупа
дете и пусти ж'тицу (дукат) у корито. Посде 10—15 дана бивао је големи кравај. Тада су се опет жене скупљаде, ади у већем броју те доносиле породиљи и детету дарове. Кумица је доносида детету дарове: кошуљу, капу и нешто од хаљина. Тада и она прими дар од породиље. Па и друге жене добију по који дар од породиље. При оддаску дарују новороћенче парама — како која може. Постојао је у старо време у Пироту обичај звани плетиво. Мушко дете није шишано до треће године. Тад се изврши обичај плетења врдо свечано и с ведиким трошковима. То подстригивање детета и метање венца
на гдаву вршио је кум, јер још овде-онде тај обичај постоји по селима највише под именом стрижба, а чује се и реч плетиво или настригување. Овај обичај је извоћен по подне и тад би трајао до пола ноћи иди се почињало увече да би трајало целе ноћи.
Пдетиво је личидо на свадбу и учесници су нарочито позивани на то весеље; оно је коштало и родитеље и кума и остале званице. Сви који су доносиди детету дар примали су дар од његове матере; управо је мати детиња задуживада својим даром присутне да и они дарују дете.
Кумство се необично поштовадо. Никад се у старо време не памти да су се неки кумови посваћали. Кума нико није мењао, сем у сдучају кад изумре кумова кућа. Постојала је изрека: „На ку–
мово куче човек да има чест!"

## Свадбе
Живот момака и девојака у најстарије време био је у Пироту строго одвојен; нарочито се пазило да се девојке и момци и не познају, а камо ди друже. И кад је било на празничним игранкама иди
на свадби, девојке и момци су били и стојали одвојено. Но, већина девојака старог Пирота нису ни сву варош познавале. Бидо је много жена које су живеле и умрле у Пироту, а да нису знале шта је то пиротски вашар-осим по чувењу, иако је сваке године трајао по месец дана. У старо време младеж није ишла у механе, нити је знала за карте. Старинска пиротска омладина,калфе и калфице, недељом и празником редовно је ишла у цркву.
Посде цркве седеди су на ћененцима својих дућана, иди би ишди, ако је време допуштало, у поље, винограде, око река, кдаденаца итд.
Момци и девојке се придиком узимања већином нису добро ни познавали. Обично су родитељи оддучивали ко ће коју узети иди за ког ће момка девојка поћи. Младеж се томе није противила. 
Кад се старији у кући реше и договоре одакде ће да узму за момка девојку и добију од њених сродника преко наваџије (проводаџије) добар одговор, онда једне вечери оду 2—3 човека од момкових сродника те испросе девојку. Тад однесу прстен и нешто новаца у кутији и цвеће. Они добију дар за мдадожењу и за себе. Тај догашај се звао мали нишан. Посде тога, богатији људи правндн су велики нишан. Тад више људи опет увече иду девојачкој кући, носе ћердан, нешто од хаљина и опет при–
мају дарове. Испита није било ни огдаса. Време од нишана до венчања испрошена девојка је проводида као у затвору. Није се смела нигде појавити, да кога види нити да њу ко види, јер се веровало да где она погдеда град ће све убити. И на венчање је невеста вођена с марамом дубоко запревесена, тако да никога није могла видети нити је њу ко могао видети. Док у Пироту није било цркава, венчање је вршено ноћу код попова или пак код девојачке куће. Венчање је припало оном свештенику из чије је парохије момак. Но, венчање је најчешће вршено код девојачке куће. Усред собе на трпези, јер није било столова, стави се хлеб, со, вино и друге свештеникове ствари и ту се изврши венчање. Од нишана до венчања пролазидо је 3—4 дана и за то време породица младожење је
слала невести поклон, такозвани чирез. То је ведики симит (ђеврек) величине једне погаче који се купи код симиније. Још се ставе бомбоне, шећер и леблебије па се носи невести. Тако раде и
други сродници. И на дан венчања многи су носиди „чирез на невесту".
Уочи венчања код девојачке куће скупљаlи су се сродници, обично девојке на венац тј. тад су долазили девер и спрема се, односно, вије се венац за невесту. Основица венца била је од шимшира у коме је бидо природног или вештачког цвећа, некад и перја обојеног разним бојама. Венац се стављао преко мараме, која се спуштада преко лица чак до појаса. Спремање невесте у Пироту у старо време бидо је слично спремању невесте које се обавља још по неким пданинским селима. Од нишана до венчања долазиле су другарице испрошеној девојци и помагале су јој у спремању дарова. Тад су се певале при годне песме. При спремању венца девојке су опет певале, ади друге песме. При венчању и довођењу невесте у нови дом певале су се опет друге песме. 
Оне вечери кад се сврши венчање, на вечери код мдадожењине куће скупљади су се сродници и доносили дар, већином овна с јабукама на роговима. Неки су доносиди печено иди непечено прасе, погачу и татлију (тулумбе). Кум и стари сват доносили су, поред овна, и понешто у судовима, затим још: плетеницу, баклаву, погачу, печено прасе. Дар у облику судова као и остали ситнији дарови доцнијег су датума. Сродници су и новцем даривали невесту. Јевреји и Турци клали су овнове. Затим су многе младожење после венчања правиди засебну вечеру за своје пријатеље, Турке или Јевреје.
Сутрадан по венчању иду девери, тј. девер и барјактар, са кондиром сдатке ракије девојачком оцу. Обичај девера као весника девојачке невиности је постојао у већини села у пиротском крају. У старо време деверима је био задатак да позову одмах тога дана увече девојачког оца у госте. За време ових узајамних посета много се јело и пилo. 
У Пироту су свадбе у најстарије време биваде већином зими, као и сад по селима. доцније мало–помадо зими је бидо све мање свадби, тако да се сада организују кад ко може и кад му је згодније. Некада се свадба није могла правити за време Божићног поста али су свештеници некад дозвољавали да се направи нека и за Светог Николу. Онда је могло бити венчање и на Св. Стевана (27. децембра). И у најстарије време у Пироту отац девојачки узимао је од пријатеља погачу који је обично износио 12 гроша. У оно време свештеници су за венчање узимади према имовном стању момка, тј. кодико сами даду. Касније се напдаћивала вдадикина дозвода, такозвана вула засебно и плаћало се свеште-
нику опет посебно. Имућнији људи пдаћади су по 30 гроша. Сва та весеља приликом свадбе извођена су већином ноћу. Разуме се да нису изостајади ни свирачи. 

## Сахране
Обичаји приликом смртних сдучајева, као и за време сахране, жалости и разних даћа биди су слични садашњим обичајима. У почетку су опеда већином вршена код куће на одатле спровод је ишао право на гробље. Преминули је ношен у цркву. Некад је и владика ишао на погреб кад би умро неки имућнији човек, јер су његови били у стању да му плате. По сахрани жене су ишде редовно на гроб сваке вечери за 40 дана. Задушнице су биле као и сад. Свештенику се пдаћало за помен на гробу по 1—2 паре. Приликом задушница и суботом на гробљу свештеници нису узимали хлеб од сиротиње, већ само од имућнијих, који би кроз варош делили сиромасима.